# Plethodon jordani
Espèce
Statut de conservation UICN

 NT  : Quasi menacé
Plethodon jordani est une espèce d'urodèles de la famille des Plethodontidae.

## Répartition
Cette espèce est endémique des Appalaches en Amérique du Nord. Elle se rencontre dans la portion des États-Unis, dans l'est du Tennessee, dans l'ouest de la Caroline du Nord, dans l'Ouest de la Caroline du Sud et dans le nord de la Géorgie.

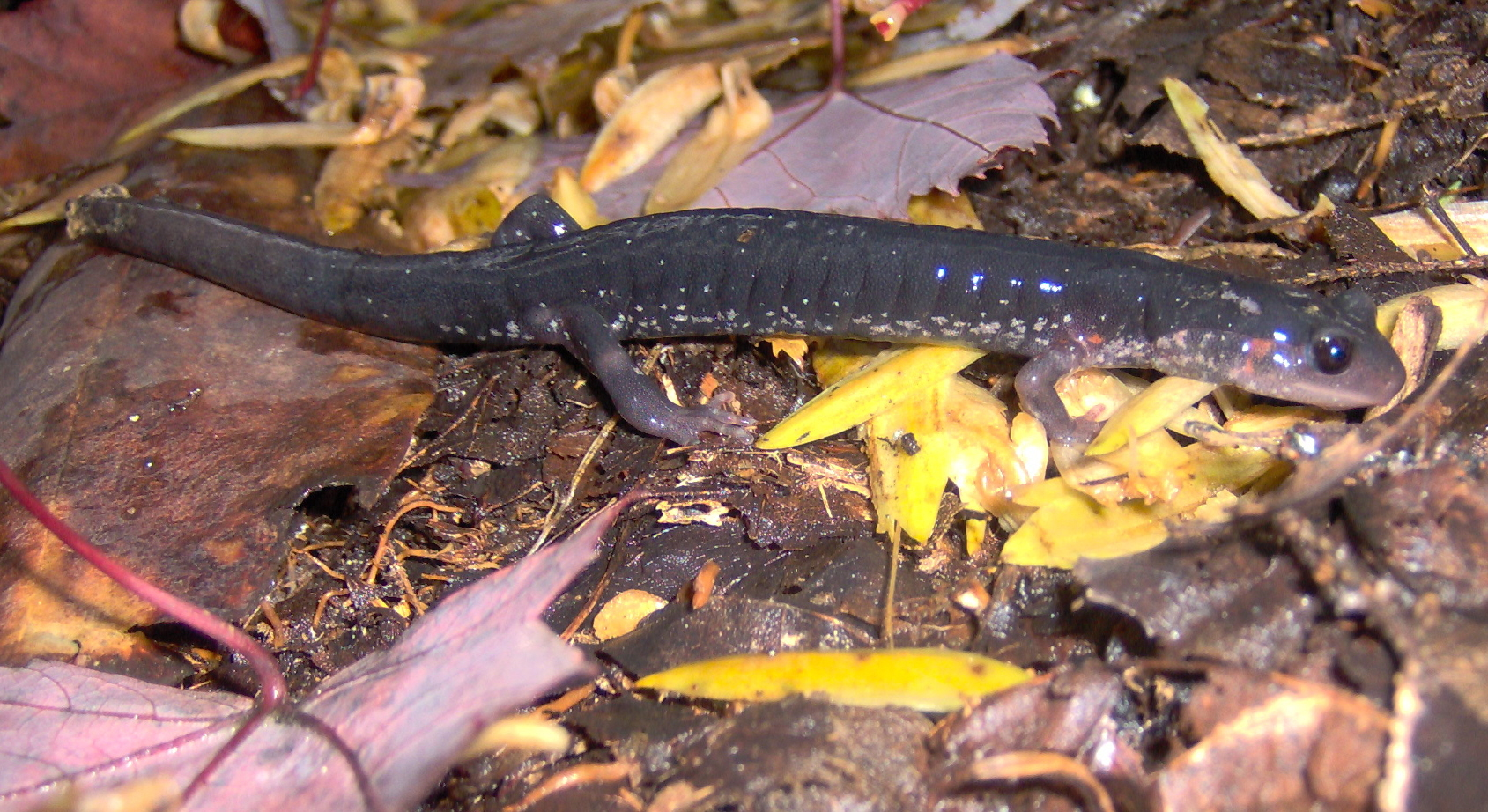

## Étymologie
Cette espèce est nommée en l'honneur de David Starr Jordan.

## Publication originale
- Blatchley, 1901 : On a small collection of batrachians from Tennessee, with descriptions of two new species. Indiana Department of Geology and Natural Resources Annual Report for 1900, vol. 25, p. 759-763 (texte intégral).